# Сковрода-Пулноцна
Сковрода-Пулноцна (пол. Skowroda Północna) — село в Польщі, у гміні Хонсно Ловицького повіту Лодзинського воєводства.
Населення — 170 осіб (2011).
У 1975-1998 роках село належало до Скерневицького воєводства.

## Демографія
Демографічна структура станом на 31 березня 2011 року:
|          | Загалом | Допрацездатний вік | Працездатний вік | Постпрацездатний вік |
| -------- | ------- | ------------------ | ---------------- | -------------------- |
| Чоловіки | 83      | 12                 | 60               | 11                   |
| Жінки    | 87      | 18                 | 45               | 24                   |
| Разом    | 170     | 30                 | 105              | 35                   |